# Alga Lakes
Alga Lakes är en sjö i Antarktis. Den ligger i Östantarktis. Nya Zeeland gör anspråk på området. Alga Lakes ligger 179 meter över havet.